# Donald Dewar
Donald Campbell Dewar (21 de agosto de 1937 - 11 de outubro de 2000) foi um estadista e político escocês que foi o primeiro-ministro da Escócia e líder do Partido Trabalhista da Escócia de 1999 até sua morte em 2000. Anteriormente, atuou como Secretário de Estado da Escócia de 1997 a 1999. Ele foi Membro do Parlamento (MP), representando Glasgow Anniesland (anteriormente Glasgow Garscadden) de 1978 a 2000. Dewar também foi Membro do Parlamento Escocês (MSP) para a cadeira equivalente de 1999 a 2000.
Nascido em Glasgow, Dewar estudou História e, posteriormente, Direito na Universidade de Glasgow. Antes de entrar para a política, ele trabalhou como advogado em Glasgow. Aos 28 anos de idade, foi eleito para a Câmara dos Comuns do Reino Unido, representando Aberdeen South de 1966 a 1970. Depois de perder seu mandato, voltou a advogar e apresentou seu próprio programa de entrevistas nas noites de sexta-feira na Radio Clyde. Dewar foi reeleito na eleição suplementar de Glasgow Garscadden em 1978 e atuou como Membro do Parlamento até sua morte em 2000. Após a vitória esmagadora dos trabalhistas em 1997, ele foi nomeado Secretário de Estado da Escócia pelo primeiro-ministro Tony Blair. Como secretário da Escócia, ele defendeu a devolução escocesa e fez campanha por um Parlamento da Escócia no referendo da devolução escocesa de 1997. Após uma campanha bem-sucedida, Dewar trabalhou na criação do Ato da Escócia de 1998.
Dewar liderou a campanha trabalhista na primeira eleição para o Parlamento Escocês e foi eleito Membro do Parlamento Escocês (MSP), representando Glasgow Anniesland. Em 7 de maio de 1999, ele foi nomeado líder do Partido Trabalhista da Escócia e liderou as negociações de coalizão com os Liberais Democratas Escoceses. Após negociações bem-sucedidas, foi anunciada a coalizão trabalhista-liberal-democrata. Dewar foi eleito primeiro-ministro em 13 de maio de 1999, por votação do parlamento, e formou o primeiro gabinete do Executivo escocês. Como primeiro-ministro, ele definiu o programa legislativo para o Executivo, que incluía: um projeto de lei sobre educação para melhorar os padrões das escolas escocesas; reforma agrária para dar direito de acesso ao campo, um projeto de lei para abolir o sistema feudal de posse de terras; e um projeto de lei para estabelecer parques nacionais na Escócia.
Em 10 de outubro de 2000, Dewar sofreu uma queda e, no dia seguinte, morreu de hemorragia cerebral aos 63 anos de idade, ainda no cargo. O vice-primeiro-ministro Jim Wallace atuou como primeiro-ministro interino, até que Henry McLeish foi anunciado como sucessor de Dewar. Muitas vezes considerado o “Pai da Pátria”, Dewar é conhecido por seu trabalho e compromisso com o restabelecimento do Parlamento da Escócia e por ter sido o primeiro-ministro do país.

## Início da vida e educação
Donald Campbell Dewar nasceu em um sábado, 21 de agosto de 1937, em Glasgow. Cresceu em uma família de classe média na vizinhança de Kelvingrove, como filho único do Dr. Alasdair Dewar, um dermatologista, e Mary Howat Dewar (nascida Bennett). Ambos os pais de Dewar tiveram problemas de saúde durante sua infância; seu pai contraiu tuberculose e sua mãe sofreu com um tumor cerebral benigno quando ele era jovem.
Dewar frequentou uma pequena escola em Scottish Borders durante a Segunda Guerra Mundial. A partir dos nove anos de idade, foi educado na Escola Primária de Mosspark e depois na Glasgow Academy. Fez poucos amigos na escola e atribuiu sua “timidez e jeito desajeitado” à experiência de ser filho único. Um ano antes de sua morte, Dewar admitiu que havia sido um “desajustado isolado” em sua juventude, o que explica sua imagem pública de ser desajeitado.
Em 1957, Dewar frequentou a Universidade de Glasgow, onde seu pai, sua mãe, seus dois tios e sua tia também estudaram. Ele conheceu vários futuros políticos na Sociedade Dialética da universidade, incluindo John Smith, que mais tarde se tornaria líder do Partido Trabalhista, Sir Menzies Campbell, que mais tarde se tornaria líder dos Liberais Democratas, e Lorde Irvine de Lairg, que serviria como Lord Chancellor. Ele conheceu Alison McNair na Universidade de Glasgow, com quem se casaria mais tarde, em 1964.
Dewar foi editor do Glasgow University Guardian e gerente de vendas da Glasgow University Magazine em 1960. Ele foi presidente do Clube do Trabalho Universitário de 1961 a 1962 e presidente do Sindicato da Universidade de Glasgow. Dewar foi secretário honorário do Conselho de Representantes dos Estudantes. Em 1962, fez campanha para Albert Luthuli, o líder do Congresso Nacional Africano, que havia sido banido, como reitor da universidade.

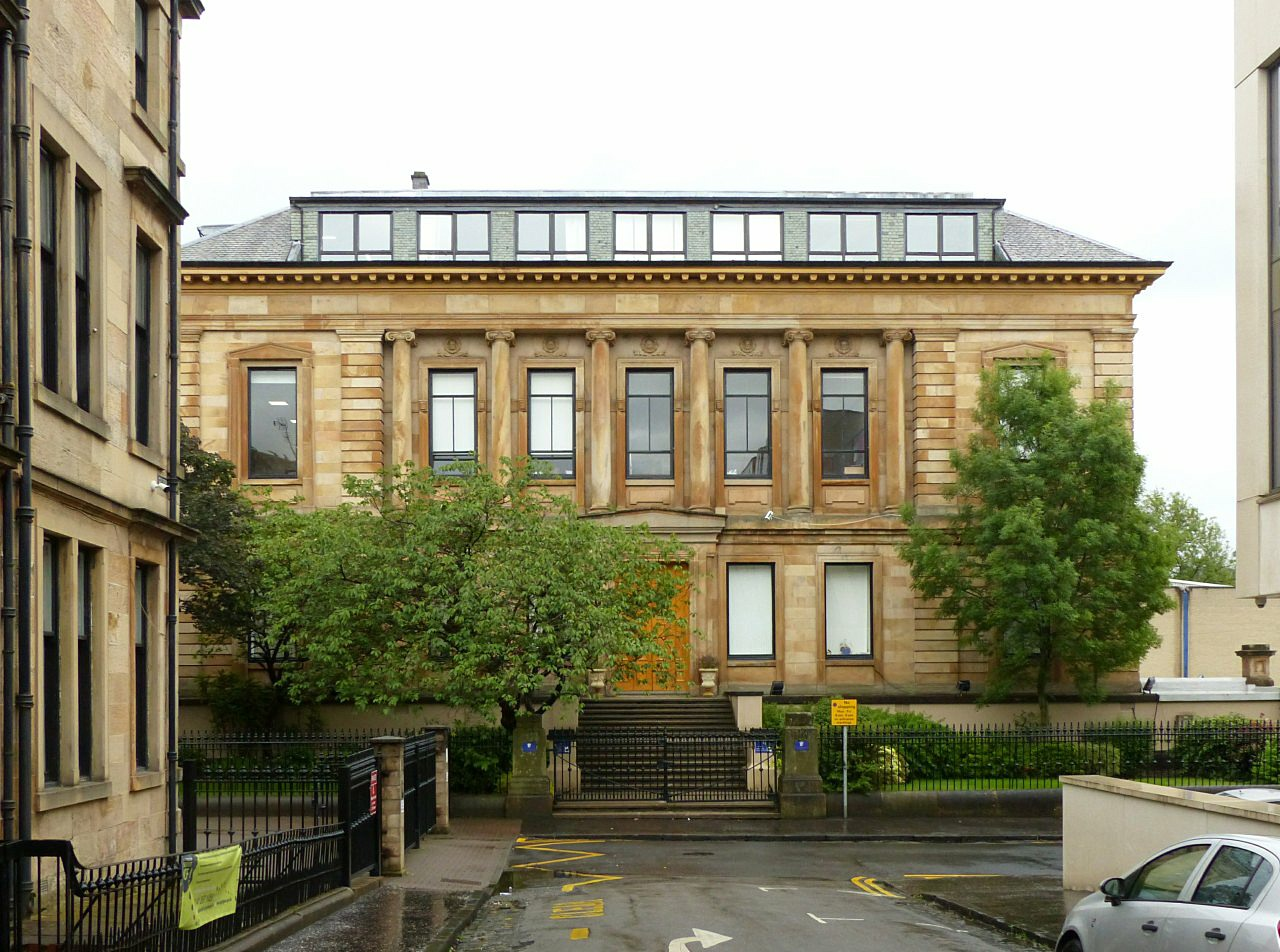
Dewar frequentou a The Glasgow Academy, que na época era uma escola privada só para meninos em Hillhead.

Em 1961, Dewar obteve o título de Mestre em Artes em História e, em 1964, o título de Bacharel em Direito de segunda classe. Depois de se formar, ele trabalhou como advogado em Glasgow.

## Início da carreira política

### Membro do Parlamento
Dewar era membro do Partido Trabalhista e logo voltou sua atenção para ser eleito para o parlamento. Em 1962, ele foi escolhido como candidato trabalhista para o distrito eleitoral de Aberdeen South. Na eleição geral de 1964, ele não conseguiu conquistar a cadeira, mas a conquistou na eleição geral de 1966, aos 28 anos de idade, derrotando Priscilla Tweedsmuir por 1.799 votos.
Em seu primeiro discurso na Câmara dos Comuns, em 4 de maio de 1966, Dewar falou contra uma proposta de aumento do imposto sobre a batata. Seu discurso se tornou seu primeiro sucesso político, pois o imposto foi revogado no ano seguinte. Dewar foi nomeado membro do comitê de contas públicas e, em outubro de 1967, foi nomeado Secretário Privado Parlamentar do presidente da Junta Comercial, Anthony Crosland.
Dewar permaneceu nesse cargo no Departamento de Educação até 1969, ano em que se opôs a uma visita da equipe de rúgbi Springbok a Aberdeen e fez uma vigília silenciosa perto do campo da equipe. Em abril de 1968, ele foi proposto para o cargo de Ministro de Estado por Roy Jenkins, mas não foi nomeado. Dewar perdeu sua cadeira no distrito eleitoral para o candidato conservador Iain Sproat nas eleições gerais de 1970 por mais de 1.000 votos.

### Fora do Parlamento
Dewar passou grande parte da década de 1970 buscando outra cadeira parlamentar. Ele apresentava um programa de entrevistas nas noites de sexta-feira na Radio Clyde e, em junho de 1971, foi derrotado por Dennis Canavan quando este se candidatou à cadeira de West Stirlingshire. Trabalhou como advogado durante grande parte daquela década e tornou-se repórter de painéis infantis, além de estar envolvido com a autoridade local de Lanarkshire. Dewar tornou-se sócio da Ross Harper Murphy, em 1975.

### Retorno a Westminster
Donald Dewar foi escolhido para a cadeira de Glasgow Garscadden por uma maioria de três, depois que o amigo de Dewar no Amalgamated Union of Engineering Workers, o deputado Willie Small, morreu inesperadamente. Ele retornou ao parlamento em uma eleição suplementar em 13 de abril de 1978, uma vitória crucial que foi vista como uma forma de interromper a ascensão do Partido Nacional Escocês. No primeiro referendo da Escócia sobre a devolução, realizado em março de 1979, ele fez campanha pelo “Sim” ao lado do conservador Alick Buchanan-Smith e do liberal Russell Johnston. Embora tenham conquistado uma pequena maioria, ela ficou aquém dos 40% necessários, contribuindo para a queda do governo Callaghan, em maio de 1979.

### Oposição
Dewar ganhou uma plataforma parlamentar como presidente do Comitê Seleto de Assuntos Escoceses. Depois de um ano aprimorando suas habilidades inquisitoriais, ele se juntou à bancada da frente em novembro de 1980 como porta-voz para assuntos escoceses quando Michael Foot se tornou líder do partido. Em 1981, quando o Partido Trabalhista se dividiu ainda mais devido a divergências internas, Dewar quase foi deseleito em seu distrito eleitoral por ativistas da esquerda radical, mas conseguiu se defender com sucesso dessa ameaça.
Ele subiu rapidamente na hierarquia, tornando-se Secretário-sombra da Escócia em novembro de 1983. Em 21 de dezembro de 1988, Dewar estava em Lockerbie após o bombardeio do voo 103 da Pan Am, como membro do Gabinete Sombra responsável pelos assuntos escoceses. Em 1992, John Smith o nomeou Secretário-sombra de Segurança Social e, três anos depois, Dewar foi nomeado Chefe de Gabinete do Partido Trabalhista por Tony Blair.

### Secretário de Estado da Escócia (1997-1999)
Nas eleições gerais de 1997, ele se tornou Membro do Parlamento por Glasgow Anniesland, que era basicamente o mesmo distrito eleitoral com pequenas alterações nos limites. Os trabalhistas venceram essa eleição com uma vitória esmagadora, e Dewar recebeu o cargo de Secretário de Estado da Escócia. Ele pôde iniciar o processo de devolução com o qual sonhava anos antes e trabalhou na criação do Ato da Escócia de 1988, popularmente conhecido como “o trabalho inacabado de Smith”. Quando ratificada, essa lei daria à Escócia seu primeiro Parlamento em quase 300 anos.

### Eleições para o Parlamento Escocês em 1999
Em janeiro de 1998, ele confirmou que se candidataria a uma cadeira no Parlamento Escocês. As primeiras eleições para o Parlamento Escocês foram realizadas em 6 de maio de 1999, com Dewar liderando o Partido Trabalhista Escocês contra seus principais oponentes, o Partido Nacional Escocês liderado por Alex Salmond. Ele foi eleito Membro do Parlamento Escocês (MSP) por Glasgow Anniesland, tendo a incomum distinção de ser deputado e MSP pelo mesmo distrito eleitoral.

## Primeiro Ministro da Escócia (1999-2000)
“Haverá um parlamento escocês”. Durante longos anos, essas palavras foram primeiro uma esperança, depois uma crença e, em seguida, uma promessa. Agora elas são uma realidade.

—Dewar, na abertura oficial do Parlamento Escocês em 1º de julho de 1999.
Em 13 de maio de 1999, Dewar foi eleito pelo Parlamento Escocês como o candidato a primeiro-ministro da Escócia, após receber 71 votos dos MSPs. Em 17 de maio, ele recebeu o Royal Warrant of Appointment de Rainha Elizabeth II no Palácio de Holyrood e foi oficialmente empossado no Tribunal de Sessão.

### Entrada no governo

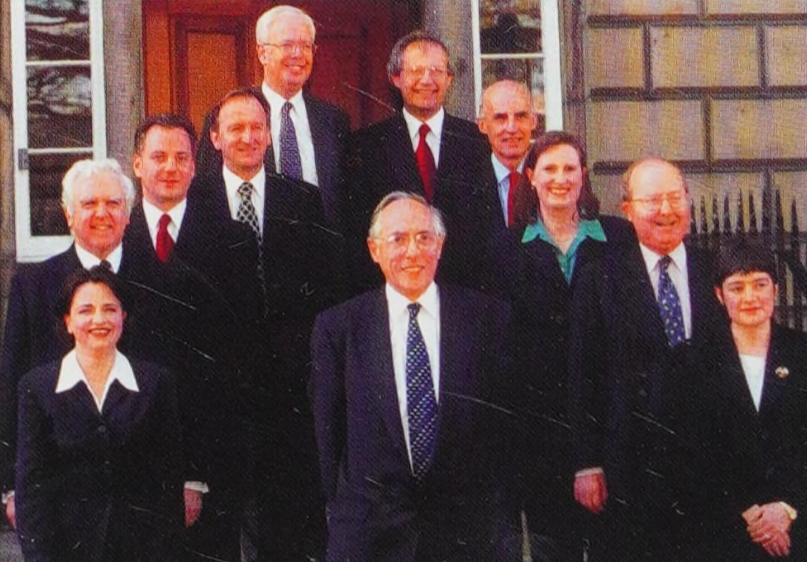
Dewar revela seu gabinete do lado de fora da Bute House.

Embora os trabalhistas escoceses tenham conquistado mais cadeiras do que qualquer outro partido, eles não tinham uma maioria no Parlamento que lhes permitisse formar um Executivo sem a ajuda de um partido menor. Foi fechado um acordo com os Liberais Democratas Escoceses para formar uma coalizão, com Dewar concordando com a exigência de abolição das taxas de matrícula para estudantes universitários.
Em 13 de maio de 1999, Dewar foi indicado como primeiro-ministro e foi oficialmente nomeado pela Rainha em 17 de maio, em uma cerimônia no Palácio de Holyrood. Mais tarde, ele viajou para o Tribunal de Sessão para ser empossado pelo lorde presidente e receber o Grande Selo da Escócia.

### Propostas de legislação

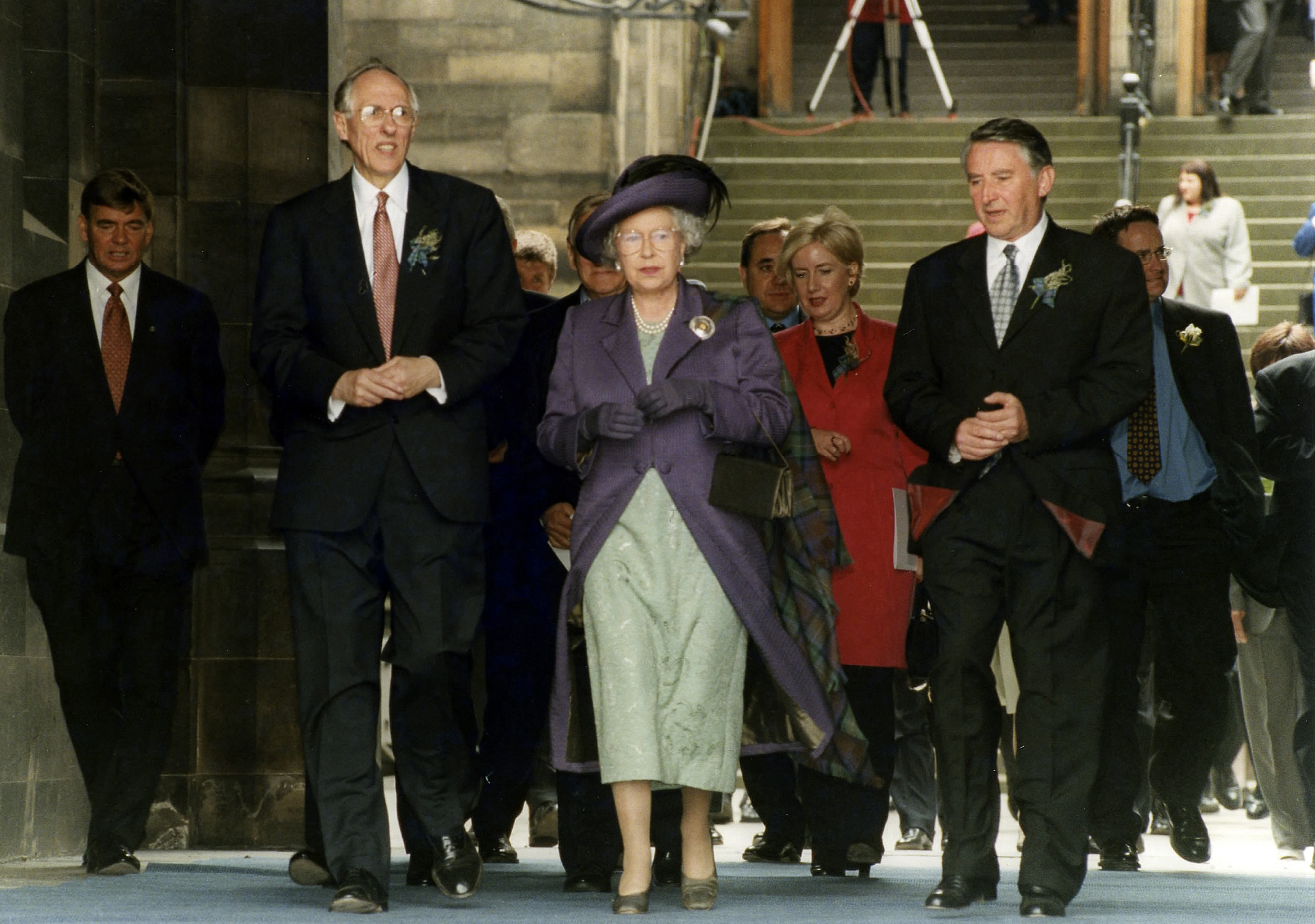
Dewar (à esquerda) com a Rainha Elizabeth II e David Steel (à direita) na abertura do Parlamento Escocês, em julho de 1999

Em 16 de junho, Dewar apresentou o programa legislativo para o Executivo, que incluía: um projeto de lei sobre educação para melhorar os padrões das escolas escocesas; reforma agrária para dar direito de acesso ao campo, um projeto de lei para abolir o sistema feudal de posse de terra; e um projeto de lei para estabelecer parques nacionais na Escócia.

### Escândalo doLobbygate

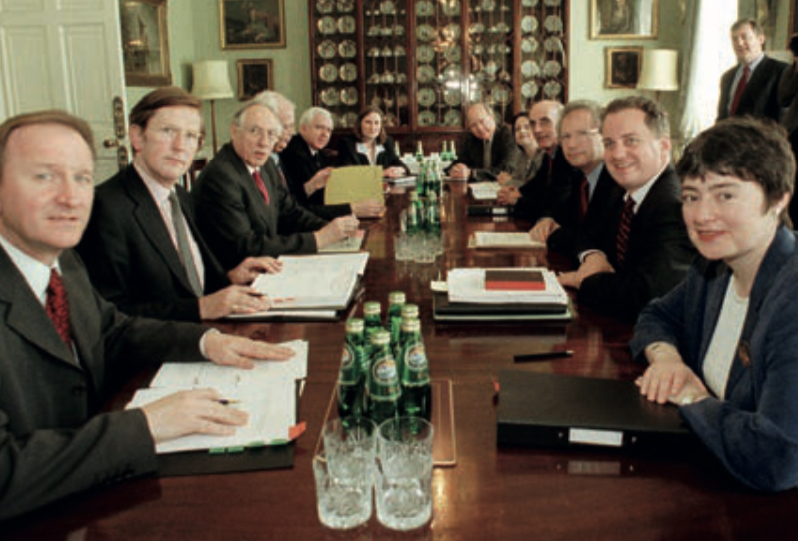
Dewar preside o primeiro gabinete escocês reunido como primeiro-ministro.

Um dos primeiros escândalos a atingir o novo Parlamento Escocês ocorreu quando foram publicadas alegações de que o braço de lobby da empresa de relações públicas Beattie Media tinha acesso privilegiado aos ministros, o que levou Dewar a solicitar ao comitê de normas que investigasse os relatórios. O ministro das finanças, Jack McConnell, foi chamado a comparecer perante o comitê de normas durante a investigação, embora mais tarde tenha sido inocentado de qualquer irregularidade e o comitê tenha declarado que não havia evidências de que ele tivesse sido influenciado pelo lobby da Beattie Media.
Dewar também ameaçou demitir qualquer ministro ou assessor que informasse a mídia contra outro membro do Executivo Escocês, após discussões públicas entre Jack McConnell e a Ministra da Saúde, Susan Deacon, sobre o orçamento alocado para a saúde.

### Assuntos internacionais

#### Visitas ao exterior
| # | País    | Áreas visitadas | Datas                    | Detalhes                                                                               |
| - | ------- | --------------- | ------------------------ | -------------------------------------------------------------------------------------- |
| 1 | Bélgica | Bruxelas        | 10–13 de outubro de 1999 | Eventos da Semana da Escócia, além de falar no seminário de renovação democrática      |
| 2 | Irlanda | Dublin          | 29 de outubro de 1999    | Reunião com o Taoiseach                                                                |
| 3 | Holanda |                 | 8 de dezembro de 1999    | Ministrou a palestra William and Mary e se reuniu com o Ministro da Justiça da Holanda |
| 4 | Japão   |                 | 10–14 de abril de 2000   | Visita para investimentos internos                                                     |
| 5 | Irlanda | Dublin          | 29 de setembro de 2000   | Discurso proferido na Iniciativa Acadêmica Irlandesa-Escocesa                          |

## Vida pessoal
Em 20 de julho de 1964, Dewar casou-se com Alison Mary McNair, com quem teve duas crianças: uma filha, Marion, e um filho, Ian. Em 1972, McNair se separou de Dewar e começou um relacionamento com Derry Irvine, um proeminente barrister escocês em Londres. Dewar e sua esposa se divorciaram em 1973, e ele nunca mais se casou. Dewar e Lord Irvine de Lairg nunca se reconciliaram, apesar de mais tarde terem servido no mesmo gabinete de maio de 1997 a 1999.
Em setembro de 2009, Dennis Canavan disse que Dewar reagiu de forma insensível quando o filho de Canavan foi diagnosticado com câncer de pele em 1989. A doença acabou por matá-lo. Canavan disse que Dewar comentou: “Oh não! É só o que nos faltava. Ele já era louco o suficiente antes, mas me arrepio só de pensar como será agora".
Dewar acumulou uma fortuna pessoal superior a £2.000.000, incluindo ações de serviços públicos, antiguidades e obras de arte com um valor superior a £400.000.

## Morte e funeral
No início de 2000, Dewar foi internado na Glasgow Royal Infirmary depois que exames realizados no Stobhill Hospital revelaram uma “pequena irregularidade” em seu coração. Em maio de 2000, os exames revelaram que ele tinha uma válvula aórtica defeituosa e ele foi submetido a uma operação cardíaca de quatro horas para consertar um vazamento na válvula cardíaca. Seu porta-voz pessoal, David Whitton, declarou que “ele está tão preocupado com sua saúde quanto qualquer outra pessoa”. Embora Dewar não estivesse sendo operado, as considerações sobre o cancelamento ou não das viagens ao Japão estavam sendo observadas de perto.
Dewar foi forçado a fazer uma pausa de três meses e o vice-primeiro-ministro Jim Wallace assumiu o cargo de primeiro-ministro interino. Após retornar ao cargo, Dewar foi descrito como “visivelmente cansado” e os temores quanto à sua saúde nessa fase foram oficialmente descartados após um período de perguntas do primeiro-ministro.
Dewar lidou com a controvérsia dos resultados dos exames de 2000 e com a greve dos motoristas de caminhão, e compareceu à conferência do Partido Trabalhista em Brighton, mas em 29 de setembro de 2000 ele disse ao historiador Tom Devine em Dublin que, se não se sentisse melhor, teria que reavaliar a situação dentro de alguns meses.
Em 10 de outubro de 2000, Dewar sofreu uma queda aparentemente leve do lado de fora de sua residência oficial, na Bute House, após uma reunião do gabinete escocês. A princípio, ele parecia estar bem, mas, mais tarde naquele dia, sofreu uma hemorragia cerebral, possivelmente desencadeada pela medicação anticoagulante que estava tomando após a cirurgia cardíaca. Às 19h, cinco horas após a queda, Dewar foi internado no Western General Hospital, em Edimburgo, depois que seu estado de saúde se deteriorou rapidamente. Por volta das 21h, ele foi colocado em uma máquina de suporte à vida na unidade de terapia intensiva do hospital. A condição de Dewar piorou e ele não conseguiu recuperar a consciência. Em 11 de outubro, às 12h18, Dewar foi oficialmente declarado morto, com 63 anos de idade.
O funeral de Dewar foi realizado na Catedral de Glasgow. Ele foi cremado em 18 de outubro de 2000 e suas cinzas foram espalhadas em Lochgilphead, Argyll.

### Convidados

#### Família Real
- Charles III do Reino Unido[48]

#### Chefes de governo
- Tony Blair, primeiro-ministro do Reino Unido, e Cherie Blair[48]

- Jim Wallace, primeiro-ministro interino da Escócia[49]

- Bertie Ahern, Taoiseach (primeiro-ministro irlandês)[48]

- David Trimble, primeiro-ministro da Irlanda do Norte[49]

#### Políticos
- Membros do Gabinete do Executivo Escocês, incluindo;[48]

- - Wendy Alexander, Ministra das Comunidades[49]

- - Henry McLeish, Ministro das Empresas e Aprendizagem ao Longo da Vida[49]

- Membros do Gabinete do Reino Unido, incluindo;

- - Gordon Brown, Chanceler do Tesouro, e Sarah Brown[48][49]

- - John Straw, Secretário de Estado para os Assuntos Internos[49]

- John Swinney, líder do Partido Nacional Escocês[49]

- Charles Kennedy, líder dos Liberais Democratas[49]

- Neil Kinnock, ex-líder do Partido Trabalhista[49]

- Menzies Campbell, membro do Parlamento pelos Liberais Democratas[49]

- James Douglas-Hamilton, membro conservador do Parlamento[49]

#### Outros dignitários
- Ruth Wishart, radialista e amiga[48]

- George Robertson, Secretário Geral da OTAN[49]

- Alastair Campbell, Secretário de Imprensa de Downing Street[49]

- Lord Hardie, senador do College of Justice[49]

- John Monks, Secretário Geral do Congresso do Trades Union Congress (TUC)[49]

### Reações e consequências
A morte de Dewar foi um choque para a Escócia. O Ministro das Relações Exteriores do Reino Unido descreveu sua morte como “uma tragédia para Donald e uma tragédia para a Escócia”. Henry McLeish disse: "este é um dia de enorme tristeza para a Escócia e para mim pessoalmente. Donald era a devolução. O arquiteto da mudança constitucional mais bem-sucedida deste século".
"Embora tenha se tornado uma espécie de lenda política, Donald teria abominado qualquer tentativa de transformá-lo em um tipo de santo secular. Ele teria ficado horrorizado com uma manifestação de tristeza sintética no estilo Diana por sua morte prematura." - Iain Macwhirter, Sunday Herald, 15 de outubro de 2000.
Dewar foi sucedido por Henry McLeish como Primeiro-Ministro.

## Legado

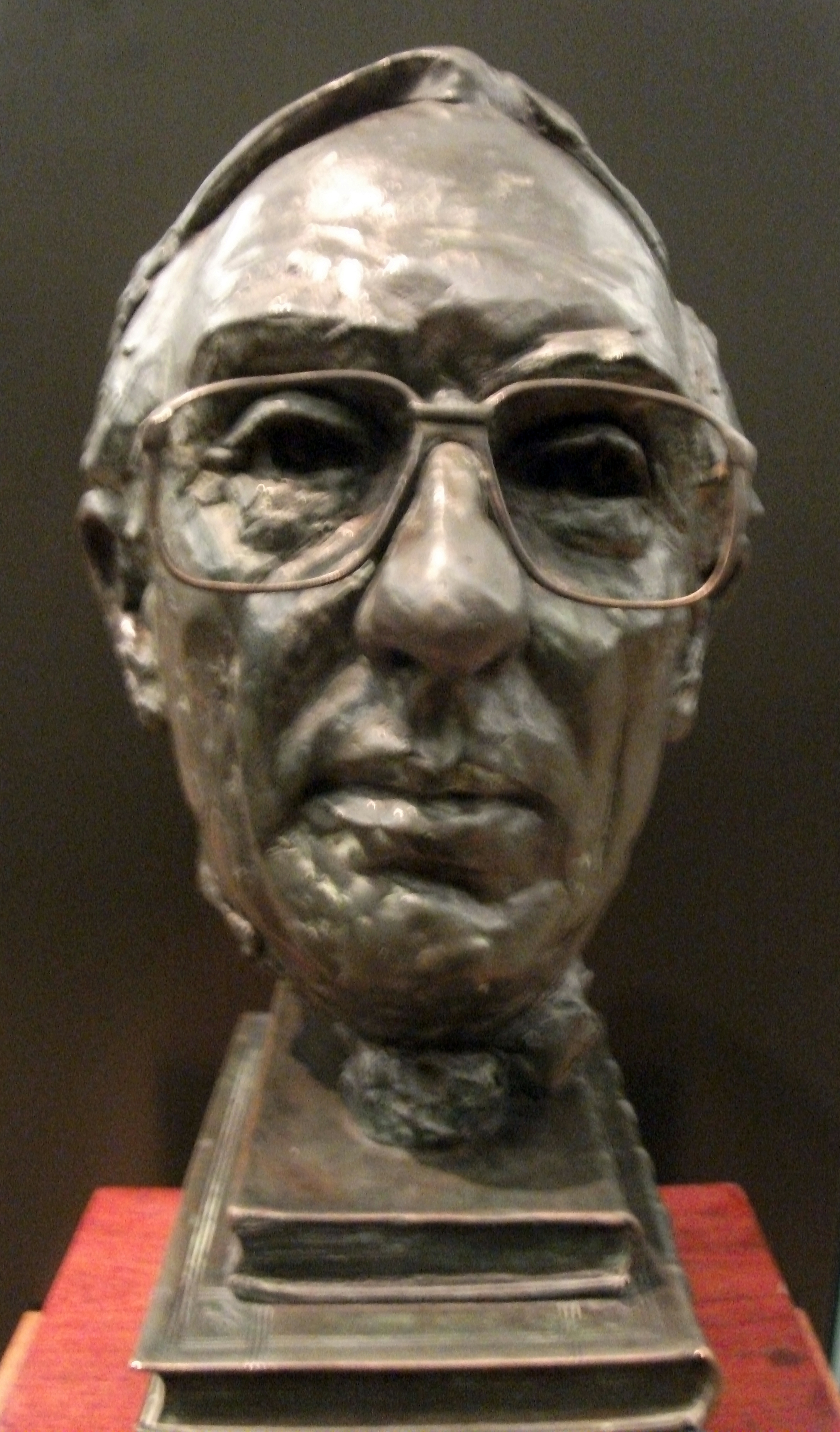
Busto de Donald Dewar por Archie Forrest no Museu e Galeria de Arte de Kelvingrove, Glasgow.

O compromisso de Dewar com o restabelecimento do Parlamento Escocês e seu trabalho incansável na Lei da Escócia de 1998 o levaram a ser chamado de “Pai da Pátria” e “Pai da Devolução”. Sua defesa da devolução escocesa começou na década de 1960, em uma época em que a devolução era bastante impopular entre os políticos trabalhistas. No entanto, ele perseverou para obter o apoio de todos os partidos. Embora Dewar não tenha se associado ao nacionalismo escocês nem apoiado as tentativas de independência, ele era um “grande unionista” e via o novo Parlamento como uma “jornada, não um destino”, o que fez com que muitos partidários do Partido Trabalhista questionassem a devolução. Sua liderança priorizou a representação semiproporcional para as eleições parlamentares escocesas. Na época, muitos achavam que isso e a devolução “acabariam com o sucesso do Partido Nacional Escocês”. Entretanto, no final da década de 2000, a popularidade dos trabalhistas despencou na Escócia, enquanto a popularidade do partido cresceu rapidamente.

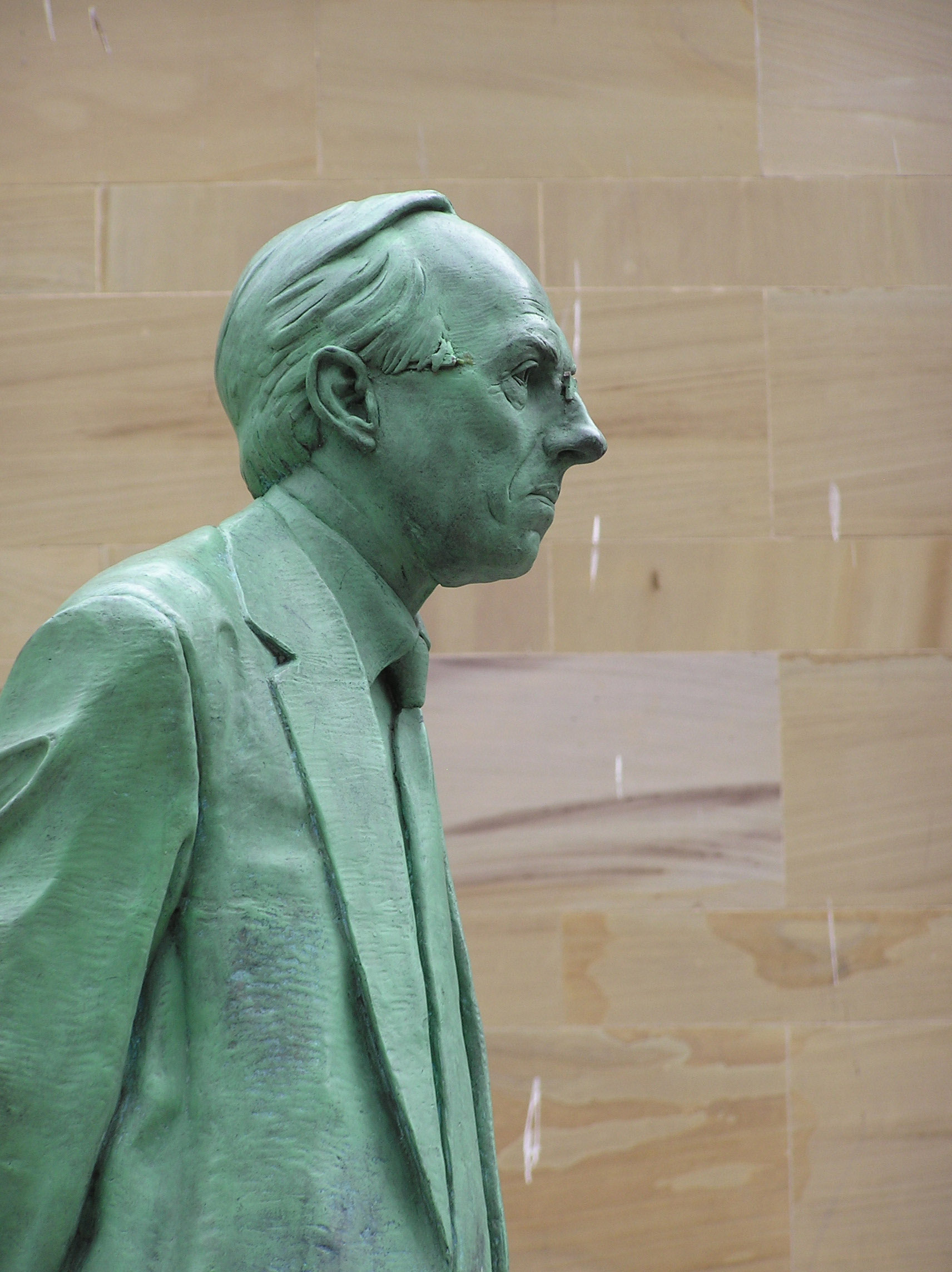
Em 2002, uma estátua de bronze de 2,7 m de Dewar foi erguida do lado de fora do Royal Concert Hall de Glasgow, em uma cerimônia que contou com a presença do então primeiro-ministro Tony Blair e de outros políticos escoceses.

Dewar recebeu apelidos como “Donald Dour”, por seu tom rígido e prático, e “The Gannet”, devido ao seu grande apetite.
Em maio de 2002, o então primeiro-ministro Tony Blair inaugurou uma estátua de Dewar no topo da Buchanan Street, em Glasgow. Em consonância com sua famosa aparência desleixada, a estátua mostrava Dewar usando um paletó levemente amassado.
A estátua foi retirada em outubro de 2005 para ser limpa e foi reerguida em um pedestal de 1,8 m de altura em dezembro para protegê-la de vandalismo. Na base da estátua foram inscritas as palavras iniciais da Lei da Escócia: “There Shall Be A Scottish Parliament” (Haverá um Parlamento Escocês), uma frase para a qual o próprio Dewar disse: “I like that!” (Eu gosto disso).
Dewar chamou a Old Royal High School em Calton Hill, em Edimburgo, de “xibolete nacionalista”, principalmente porque foi o local proposto para a Assembleia Escocesa no referendo de 1979. A oposição de Dewar ao local de Calton Hill contribuiu em parte para a escolha do local de Holyrood, que se mostrou caro.
O trem 334001 da First ScotRail Class 334001 recebeu o nome de Donald Dewar em sua memória. O “Dewar Arts Award” foi criado pelo Executivo Escocês em 2002, dedicado à sua memória. Esse prêmio apoia jovens artistas escoceses.